# Арундхати Катджу
Арундхати Катджу е индийска общественичка и юристка.
Родена е на 19 август 1982 година в Аллахабад. Завършва право в Националното правно училище в Бангалор (2005), след което работи като адвокат. През 2017 година защитава магистратура в Колумбийския университет.
Води редица известни дела в индийския върховен съд, включително завършилото през 2018 година дело, довело до обявяване за неконституционна на криминализацията на хомосексуалния секс.
Гурусвами има връзка с адвокатката Менака Гурусвами.